# Castello del Carmine

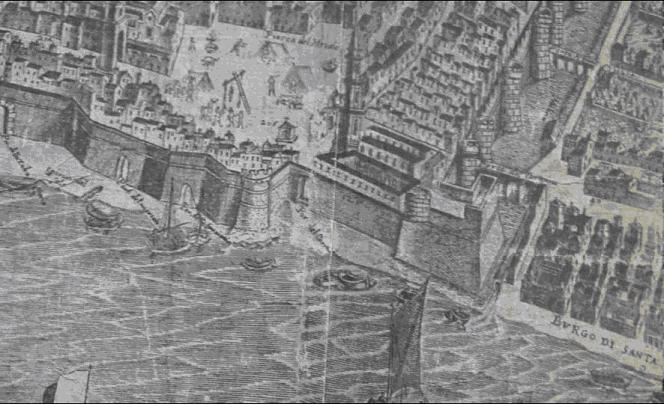
Das Castello del Carmine in einer Karte im Jahr 1629

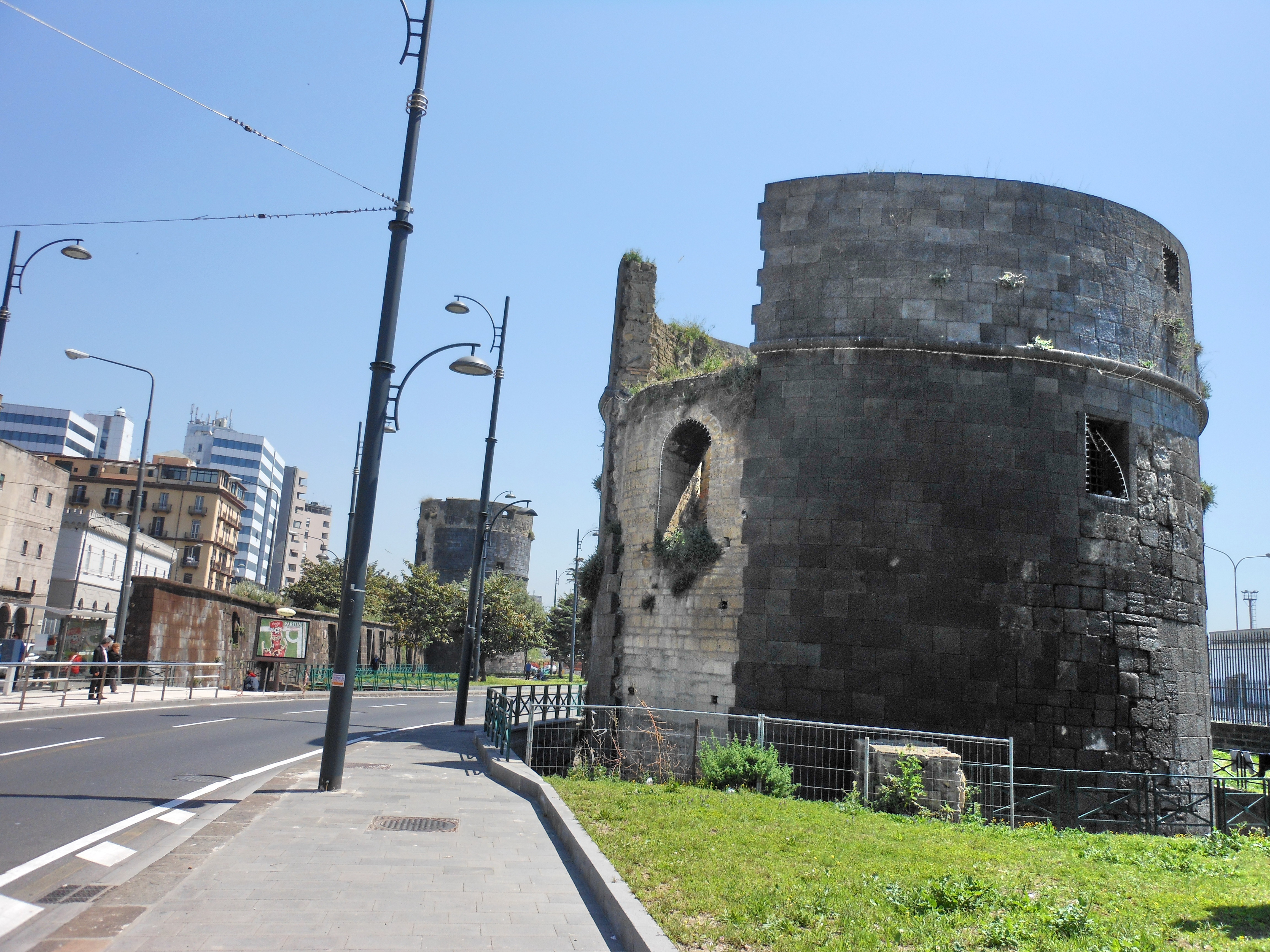
Zwei bis heute erhaltene Türme des Castello del Carmine

Das Castello del Carmine (auch Sperone genannt) war eine Festung der Stadt Neapel im Stadtteil Mercato. Es wurde 1382 unter Karl III. erbaut und 1906 abgerissen, um eine neue Straße, den Corso Garibaldi fertigstellen zu können.